# Daniel Guggenheim
Daniel Guggenheim (9 juillet 1856 – 28 septembre 1930) était un industriel américain et philanthrope.

## Biographie
Daniel Guggenheim, né à Philadelphie, est le fils de Meyer Guggenheim, qui acheta la société minière Asarco en 1901, et le frère de Simon Guggenheim. Daniel ajouta de nombreuses mines de minerais à l'empire des Guggenheim. Lors de la Première Guerre mondiale, la famille fournit le cuivre aux Alliés.
Durant les années 1920 fut créée la médaille Daniel-Guggenheim récompensant les avancées aéronautiques. Il finança des projets de recherche à l'Institut de technologie de Californie, à l'Institut de Technologie de Géorgie, à l'université Harvard, au MIT, à l'université de New York, à l'université Northwestern, à l'université Stanford, à l'université de Syracuse, à l'université d'Akron, à l'université du Michigan, et à l'université de Washington. 
Il décéda le 28 septembre 1930 à Samedan en Suisse.

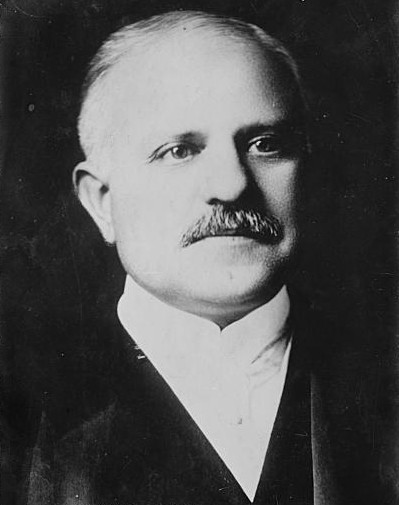
Daniel Guggenheim en 1910